# HD Radio

HD Radio

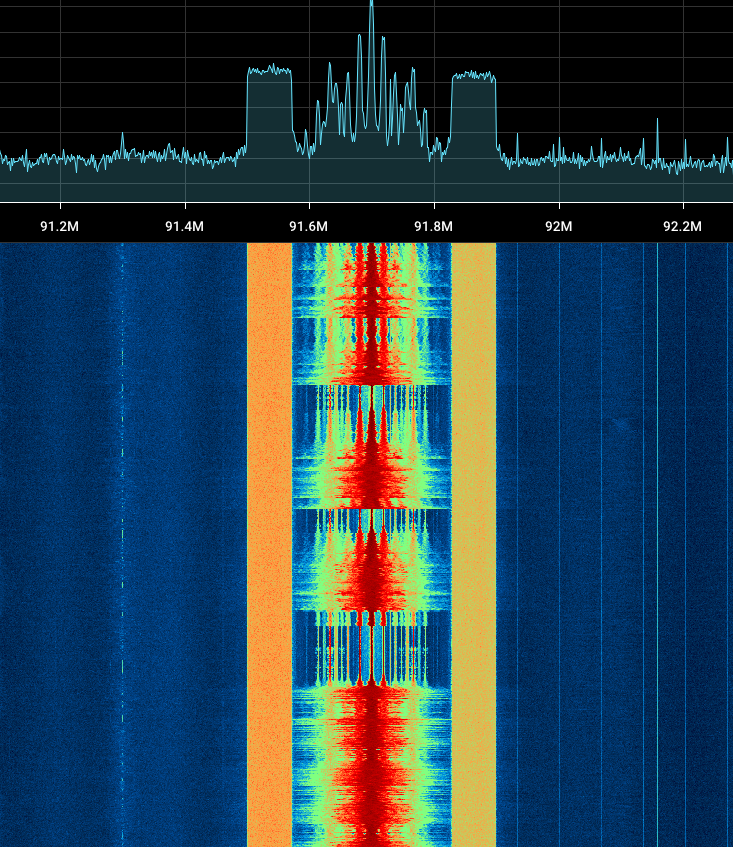
grafico de las frecuencias de HD radio

HD Radio es la marca registrada de iBiquity Digital Corporation quien desarrolló el estándar de radio digital llamado In-band on-channel (IBOC), la cual es una tecnología que permite a las estaciones FM y AM transmitir audio y datos a través de una señal digital emitida en relación con sus señales analógicas tradicionales (una técnica llamada en la banda y en canal). La tecnología también permite a todas las emisoras la radiodifusión digital, pero solo el modo híbrido se utiliza en la actualidad. El contenido de streaming está disponible sin suscripción, pero los oyentes deben dotarse de los receptores compatibles para recibir señales digitales. 
Esta tecnología fue desarrollada por la compañía iBiquity Digital, y fue autorizado en 2002 por la FCC como método de difusión de radio digital en Estados Unidos. HD Radio se emite principalmente en aquel país con más de 1900 estaciones de radiodifusión, que cubren aproximadamente el 84% del territorio.

## Países

### Costa RicaCosta Rica
En Costa Rica la emisora Radio América 780 AM hace transmisiones regulares en HD Radio. Esta radioemisora es operada por el Grupo Extra, propietaria del Diario Extra.

### El Salvador
El Salvador será elegido los estándares digitales para los servicios de radio. Se consideró la HD Radio pero será la Superintendencia General de Electricidad y Telecomunicaciones (SIGET) la que realizó estudios, análisis y pruebas relacionadas con los aspectos técnicos, sociales, económicos y regulatorios de los estándares existentes en el mercado, con el objetivo de promover y proteger la inversión privada en el sector, la competencia leal y libre entre los concesionarios y mejorar la calidad de cada uno de estos servicios. Finalmente, se adoptó la HD Radio para la radio digital.

### Estados Unidos
Mientras el sistema Eureka 147 ha emergido como claramente superior en laboratorio y en las pruebas hechas por la CEA (Consumer Electronics Association), la National Association of Broadcasters se opone a la adopción de Eureka 147 en EE.UU. La oposición está basada en la falta de nuevo espectro; desgana de tener que compartir un multiplex entre varios operadores y preocupación porque el DAB puede introducir nueva competencia. EE.UU. ahora ha desarrollado una solución más limitada en ancho de banda (originalmente llamada IBOC, In-band on-channel, pero ahora llamada HD Radio), utilizando las existentes emisoras de AM y FM. Esta tecnología es de desarrollo y propiedad de iBiquity Digital.

### MéxicoMéxico
En México se decidió adoptar el sistema In-band on-channel (IBOC) al igual que en Estados Unidos, conociéndose con las iniciales del sistema; junto al sistema Digital Radio Mondiale (DRM). La primera estación de radio en transmitir con este sistema en México fue XHH-FM, "Magia Digital 100.7" en Ciudad Juárez, Chihuahua una estación comercial perteneciente a Grupo Megaradio.
Actualmente existen mas de 200 canales con esta tecnologia y mas de 50 millones de radio escuchas

### PanamáPanamá
El 12 de mayo de 2009, Panamá adoptó los estándares digitales para los servicios de radio. Se consideró la HD Radio, el DAB (Eureka 147) y el DRM (Digital Radio Mondiale) pero fue la Comisión Técnica de Radiodifusión Digital la que realizó estudios, análisis y pruebas relacionadas con los aspectos técnicos, sociales, económicos y regulatorios de los estándares existentes en el mercado, con el objetivo de promover y proteger la inversión privada en el sector, la competencia leal y libre entre los concesionarios y mejorar la calidad de cada uno de estos servicios. Finalmente, se adoptó la HD Radio para la radio digital, a pesar de ser peor que la radio DAB+.